# Neopentan
Neopentan, systematický název 2,2-dimethylpropan, je uhlovodík z řady alkanů, jeden z izomerů pentanu (společně s pentanem („n-pentanem“) a isopentanem). Je to extrémně hořlavá látka, která je za standardních podmínek v plynném skupenství, jako jediný uhlovodík s více než 4 atomy uhlíku. Při teplotách pod 10 °C kondenzuje na velmi těkavou kapalinu.
Neopentan je také nejjednodušší alkan s kvartérním atomem uhlíku, tedy takovým, na který není přímo navázán žádný atom vodíku, ale ve všech čtyřech pozicích je substituován alkyly, v tomto případě methylovými skupinami.

## Vlastnosti
Teplota varu neopentanu je kolem 9,5 °C, což je mnohem méně než u isopentanu (27,7 °C) nebo n-pentanu (36,0 °C). Teplota tání (−16,6 °C) je více než 140 °C vyšší oproti isopentanu (−159,9 °C) a o více než 110 °C vyšší oproti n-pentanu (−129,8 °C).